# Antonio Cagnoli
Antonio Cagnoli, född  29 september 1743 på Zakynthos, Republiken Venedig, och död 6 augusti 1816 i Verona, Kejsardömet Österrike, var en italiensk astronom, matematiker och diplomat.
Antonio Cagnolis far, Ottavio (från Verona, liksom Antonios mor Elena Terzi) arbetade under guvernören för de Joniska öarna där sonen föddes, men två år efter Antonis födelse flyttade familjen till regionen kring Venedig, där de bodde på olika platser alltefter faderns olika uppdrag. Sonen följde i faderns fotspår, från 24 års ålder var han kanslist åt capitanon i Bergamo, och sedan verkade han som diplomat för Republiken Venedig: från 1772 som sekreterare åt ambassadören Marco Zeno i Madrid, som han sedan följde till Paris 1775. Under sin tid i Paris blev han, genom kontakt med Jérôme Lalande vid observatoriet, intresserad av astronomi och matematik (han hade studerat logik, matematik och geometri i sin ungdom). 1781/1782 hade han skaffat sig nödvändig astronomisk utrustning och 1785 flyttade han till Verona där han inrättade sin bostad som observatorium. 1796 intogs Verona av franska trupper, varvid hans instrument förstördes 1797, och efter delningen av Republiken Venedig samma år tillföll Verona Österrike. Cagnoli flyttade därför till Milano i den Cisalpinska republiken, där han en kort tid verkade som astronom vid observatoriet, varefter han tjänstgjorde som professor i matematik vid den nygrundade militärskolan i Modena. Han stannade i Modena till 1807 då han återvände till Verona, som blivit en del av det av Napoleon 1805 bildade Kungariket Italien (Verona tillföll åter Österrike 1814).
Cagnoli var medlem av 21 lärda sällskap, bland dem Società Italiana delle Scienze (som grundades i Verona 1782 och numera är Italiens vetenskapsakademi) vars andre ordförande han valdes till efter sällskapets grundares, Antonio Maria Lorgna, död den 28 juni 1796.

## Verk
Utöver ett antal astronomiska artiklar och böcker skrev Cagnoli Trigonometria piana e sferica ("Plan och sfärisk trigonometri"), första upplaga 1786 (Paris), andra upplaga 1804 (Bologna) - översatta till franska Trigonometrie rectiligne et spherique av Nicolas Maurice Chompré 1786 respektive 1808 (Paris).

## Eftermäle
Asteroiden 11112 Cagnoli, som upptäcktes 18 november 1995 vid Osservatorio Madonna di Dossobuono i  provinsen Verona, är uppkallad efter honom.